# The Cannon Group, Inc.
The Cannon Group, Inc., voorheen ook gekend als Cannon Group, Cannon Films, Golan-Globus en Pathé Entertainment, is een Amerikaans filmbedrijf, in 1967 opgericht door Dennis Friedland en Christopher C. Dewey. Hun eerste producties waren soft-erotische pornofilms en low-budget films. Cannon Films werd in 1979 wegens financiële redenen overgenomen door twee Israëlische neven: Menahem Golan en Yoram Globus. Zij hernoemden het bedrijf naar "Cannon Group".
Het nieuwe bedrijf produceerde aanvankelijk B-films. Een onverwacht succes was de Death Wish-franchise ondanks deze negatief beoordeeld werd door recensenten. In de jaren 1980 scoorden ze voornamelijk met actiefilms zoals Missing in Action, Invasion U.S.A. en The Delta Force. Hun meest succesvolle productie is wellicht Cobra. Met hun films over de Teenage Mutant Ninja Turtles startten ze een wereldwijde hype.
Anno 1986 produceerde het bedrijf 46 films per jaar. Het bedrijf produceerde ook diverse televisiefilms en -series. Nevenbedrijven werden opgericht om hun producten te distribueren buiten de Verenigde Staten. Een concern van videotheken en bioscopen werd opgericht.
Het bedrijf kocht volop (minderwaardige) scripts aan zodat ze de rechten in bezit kregen om er een film van te maken. Verder werden investeerders aangetrokken via eigen opgestelde, overgewaardeerde, soms fictieve analyses. In realiteit was het uiteindelijke product meestal veel lager van kwaliteit dan beloofd, werd niet uitgebracht, flopte, werd niet gerealiseerd of het project bestond niet. Door de aankoop van Thorn EMI Screen Entertainment kwam het bedrijf in financiële moeilijkheden en dreigde een faillissement. De Amerikaanse Securities and Exchange Commission startte een onderzoek naar mogelijke fraude. Een faillissement werd vermeden doordat het bedrijf werd opgekocht door Pathé Communications wat in handen was van Giancarlo Parretti. Het bedrijf werd toen hernoemd naar Pathé Entertainment. Om aan de nodige financiën te komen ging Parretti een lening aan bij het Franse Le Crédit Lyonnais. Niet veel later gaf Golan zijn ontslag en richtte 21st Century Film Corporation op.
Doordat Pathé Communications in 1990 ook Metro-Goldwyn-Mayer (MGM) opkocht, werd veel materiaal van Cannon Films bezit van MGM. Le Crédit Lyonnais startte in 1991 een rechtszaak tegen Parretti wegens fraude en oplichting. Later werd Parretti ook door een rechtbank in Delaware veroordeeld wegens meineed en geknoei met bewijsmateriaal. In 1994 bracht Cannon Films zijn laatste film uit: Hellbound.
In 1996 ging 21st Century Film Corporation failliet. Golan verliet de markt van bioscoopfilms en richtte samen met Evgeny Afineevsky New Cannon, Inc. op om televisiefilms te produceren. In 2002 werd het bedrijf hernoemd naar New Generation Films. 